# Olga Karasiowa
Olga Dmitrijewna Karasiowa, z domu Charłowa, ros. Ольга Дмитриевна Карасёва (Харлова) (ur. 24 lipca 1949 w Biszkeku) – radziecka gimnastyczka. Mistrzyni olimpijska z Meksyku (1968), mistrzyni świata, Europy i wielokrotna medalistka zawodów krajowych i międzynarodowych.
Poślubiła radzieckiego gimnastyka, wicemistrza olimpijskiego z 1968 Walerija Karasiowa.

## Osiągnięcia
| Zawody                | Rok                   | Konkurencja           | Konkurencja           | Konkurencja           | Konkurencja           | Konkurencja           | Konkurencja           |
| Zawody                | Rok                   | VT                    | UB                    | BB                    | FX                    | wielobój ind.         | wielobój druż.        |
| Zawody międzynarodowe | Zawody międzynarodowe | Zawody międzynarodowe | Zawody międzynarodowe | Zawody międzynarodowe | Zawody międzynarodowe | Zawody międzynarodowe | Zawody międzynarodowe |
| --------------------- | --------------------- | --------------------- | --------------------- | --------------------- | --------------------- | --------------------- | --------------------- |
| Igrzyska olimpijskie  | 1968                  | 10T QR                | 7T QR                 | 18T QR                | 5T QR                 | 7                     | 1                     |
| Mistrzostwa świata    |                       |                       |                       |                       |                       |                       |                       |
| 1970                  |                       |                       |                       | 2                     | 7                     | 1                     |                       |
| 1966                  |                       |                       |                       |                       | 15                    | 2                     |                       |
| Mistrzostwa Europy    |                       |                       |                       |                       |                       |                       |                       |
| 1969                  | 3                     | 2                     | 2                     |                       | 2                     |                       |                       |